# Ishan Kishan
Ishan Pranav Kumar Pandey Kishan (* 18. Juli 1998 in Patna, Indien) ist ein indischer Cricketspieler, der seit 2021 für die indische Nationalmannschaft spielt.

## Kindheit und Ausbildung
Kishan war der Kapitän der indischen U19-Nationalmannschaft beim ICC U19-Cricket-Weltmeisterschaft 2016, bei dem sie den zweiten Platz hinter den West Indies belegten.

## Aktive Karriere
Sein First-Class-Debüt für Jharkhand gab er im Dezember 2014. Seine aggressive Spielweise führte schnell zu Aufsehen und er wurde für die Indian Premier League 2016 von den Gujarat Lions verpflichtet. Im Sommer 2018 war er ins indische A-Team berufen. Dort konnte er in der Folge gute Leistungen abliefern, die ihn für die Selektoren der Nationalmannschaft interessant machten. Nachdem er in der Indian Premier League zu den Mumbai Indians wechselte, gewann er weiter an Profil. Im März 2021 gab er dann sein Debüt in der Nationalmannschaft gegen England und erzielte bei seinem Twenty20-Debüt ein Fifty über 56 Runs und wurde dafür als Spieler des Spiels ausgezeichnet. Im Juli folgte sein Debüt im ODI-Cricket bei der Tour in Sri Lanka und konnte auch dort in seinem ersten Spiel ein Fifty über 59 Runs erreichen. Daraufhin wurde er für den ICC Men’s T20 World Cup 2021 nominiert, spielte dort jedoch nur ein Spiel gegen Neuseeland. Im Februar 2022 erreichte er in den Twenty20s gegen Sri Lanka ein Half-Century über 89 Runs und wurde dafür als Spieler des Spiels ausgezeichnet.
Im Saison 2022 gelang ihm in der Twenty20-Serie gegen Südafrika zwei Fifties (76 und 54 Runs). In Simbabwe gelangen ihn in der ODI-Serie im August ein Fifty (50 Runs), ebenso wie zu Beginn der Saison 2022/23 in Südafrika, als er 93 Runs erreichte. Dennoch wurde er nicht für den ICC Men’s T20 World Cup 2022 nominiert, als sich die Selektoren bei der Wicket-Keeper-Position für Dinesh Karthik und Rishabh Pant entschieden.